# Henri Labroue
Henri Labroue, né le 29 août 1880 à Bergerac (Dordogne) et mort le 29 août 1964 à Nice (Alpes-Maritimes), est un universitaire, avocat et homme politique français.

## Biographie
Fils d'Émile Labroue, professeur d'histoire au lycée de Bergerac, devenu proviseur à Foix, à Périgueux et au lycée Lakanal de Sceaux, et de Marie Joséphine Jeanne Ursule Brugère. 
Henri Labroue est admissible à l'École normale supérieure mais finalement non admis. Il suit des études supérieures à la Sorbonne et à l'école pratique des hautes études. Il est agrégé d'histoire et géographie (1905) et docteur ès lettres (~1911/12). Il parcourt de nombreux pays de 1907 à 1909, lauréat d'une bourse « Autour du monde » délivrée par l'Université de Paris grâce au mécénat du banquier Albert Kahn. 
Professeur en classe préparatoire à Limoges, Toulouse puis Bordeaux, il tient une chaire libre à la faculté des lettres de Bordeaux de 1909 à 1914. Franc-maçon depuis 1904 et membre de la Ligue des droits de l'homme, il est député de la Gironde de 1914 à 1919, siégeant à gauche sur les bancs radicaux. Battu en 1919, il devient avocat à la cour d'Appel de Paris. Il retrouve un siège de député de 1928 à 1932. Il s'est alors éloigné de la gauche et a rompu avec la franc-maçonnerie. Battu en 1932, il est avocat à Bordeaux.
Sous l'Occupation, il dirige l'institut aux questions juives de Bordeaux, fondé en avril 1941,. Cette année-là, il participe activement à l'organisation de l'exposition antisémite « Le Juif et la France » à Bordeaux. 
Il sollicite sans succès le ministre Jérôme Carcopino pour que soit créée une chaire d'Histoire du judaïsme à la Sorbonne. Henri Labroue est un familier de Pierre Laval. Quand ce dernier devient chef du gouvernement, le 18 avril 1942, il lui demande la création d'une chaire d'histoire du judaïsme à la Sorbonne. Il va obtenir l'appui d'un autre de ses amis, Pierre Cathala, secrétaire d'État aux finances, pour obtenir de Pierre Laval la signature du décret no 3247, le 6 novembre 1942, créant la chaire d'histoire du judaïsme de la Sorbonne et Abel Bonnard l'attribue à Henri Labroue le 12 novembre. Louis Darquier de Pellepoix lui envoie un télégramme : « Particulièrement heureux de vous féliciter de votre nomination et d'avoir pu y participer. Stop. Suis également heureux d'avoir pu ainsi combler grave lacune de notre éducation nationale ». Cette création a été imposée par le gouvernement contre l'avis des universitaires. Le 21 novembre, le doyen Joseph Vendryes exprime sa surprise et son regret de ne pas avoir été consulté sur cette innovation qu'il a apprise par le Journal officiel du 14 novembre. Le 8 novembre, les Alliés ont débarqué en Afrique du Nord et le 11 la zone libre est occupée. Le 11 décembre la mention « Juif » est obligatoire sur les pièces d'identité. Le 13 décembre, Pierre Laval déclare à la presse  que « seule la victoire allemande permettra à la France d'échapper aux juifs et aux communistes ». Lors du premier cours du 15 décembre 1942, où l'immense majorité du corps professoral est absent, il est rapidement sifflé et chahuté par les étudiants - dont le futur historien Jacques Dupâquier, qui sera l'initiateur de la célébration du cinquantenaire de la réaction des étudiants contre ce cours en 1992 - et doit s'éclipser discrètement,. Son cours n'est suivi que par une poignée d'étudiants par la suite. Parallèlement, il collabore à la presse antisémite comme Au Pilori et tient des conférences, en Allemagne et en France, par exemple devant l'Association des journalistes antijuifs en 1943.
Grâce au commissariat général aux questions juives, il a acquis une magnifique villa située sur le mont Boron, à Nice, qui a été confisquée à un propriétaire juif. Il a alors adhéré à l'Association française des propriétaires de biens aryanisés (AFPBA) constituée le 25 septembre 1943 et présidée par le comte Marcel de Font-Réaulx.
Après le débarquement du 6 juin 1944, il quitte Paris pour se réfugier dans les Pyrénées. Il est arrêté, amené à Bordeaux, puis à Paris et à la prison de Fresnes. Une ordonnance du gouvernement provisoire du 9 août annule tous les actes « qui établissent ou appliquent une discrimination quelconque fondée sur la qualité de juif ». Henri Labroue est suspendu le 20 août. Il est révoqué de l'Éducation nationale le 7 décembre 1944, sans pension et sans possibilité d'enseigner. En février 1945, la chaire d'histoire du judaïsme est transformée en chaire d'histoire du christianisme.
Il est inculpé pour atteinte à la sécurité extérieure de l'État en juin 1946. Il est condamné par la Cour de justice de la Seine en décembre 1948 à 20 ans de prison; son âge (en 1948, il a 68 ans) lui permet d'éviter les travaux forcés. Il est libéré au bout de 7 ans après avoir été amnistié par le président Vincent Auriol, le 14 novembre 1951. Il demande sans succès le paiement d'une pension d'ancien professeur de la Sorbonne. Veuf, il se remarie à Nice, le 21 novembre 1960, avec Marie Girard, de près de 50 ans sa cadette.
Il meurt à Nice, le 29 août 1964, le jour de ses 84 ans.

## Publications (aperçu)
- Le Japon au XIXe siècle; in: Édouard Petit (dir.), Histoire universelle des pays et des peuples; t. VII; Paris (Éd. Quillet), 1923 (?).
- L'impérialisme japonais; Paris (éd. Delagrave Ch.), 1911; 332 pages.
- Le Conventionnel Pinet d'après ses mémoires inédits; 1907.
- L'esprit public en Dordogne pendant la Révolution, avec une préface de Gabriel Monod, de l'Institut; Paris (Librairie Félix Alcan), 1911; 211 pages.
- Les origines maçonniques du club jacobin de Bergerac en l'an II; in: La Révolution française, n° du 14 août 1911; publié par la Librairie Félix Alcan, à Paris; 31 pages.
- La mission du Conventionnel Lakanal dans la Dordogne en l'An II (octobre 1793-août 1794); thèse de doctorat ès lettres; Paris (Librairie ancienne Honoré Champion), s. d. [1912]; XXII + 704 pages.
- Les membres de la société populaire de Bergerac pendant la Révolution; Paris (Librairie Félix Alcan), 1913.
- La société populaire de Bergerac pendant la révolution; thèse complémentaire de doctorat; Paris (Rieder), 1915.
- (édité par H. Labroue): Voltaire, Lettres philosophiques; introduction et commentaires d'Henri Labroue; Paris (Delagrave), 1929.
- Voltaire antijuif, avec une préface d'Alain Rouet; éditions Déterna, 2011; 252 pages. L'édition originale est parue à Paris (éd. 'Les Documents contemporains'), en février 1942.